# Provincias traidoras
«Provincias traidoras» es el nombre con el que el Gobierno calificó desde febrero de 1939 a Guipúzcoa y Vizcaya mediante el refrendo por parte del dictador Francisco Franco, del Decreto-Ley 247/1937, de 23 de junio. Dicha norma legal había venido siendo aplicada de facto desde 1937 por los militares sublevados, y fue incorporada al ordenamiento jurídico nada más llegar al Gobierno.
Mediante este decreto se abolía el concierto económico para esas provincias, como represalia por el fracaso («traición» en la terminología del nuevo Gobierno) de la sublevación militar en ellas y por haberse mantenido fieles al gobierno democrático, a diferencia de las también provincias vascongadas de Álava y Navarra, en las que la sublevación sí había triunfado, por lo que continuaron beneficiándose de sus favorables condiciones durante toda la dictadura. La denominación de la situación tradicional de estos territorios forales —incluyendo Álava— en el Antiguo Régimen era de «provincias exentas», por su especial situación fiscal, que las eximía de impuestos y aranceles aduaneros.

Olvidando muchísimos de los favorecidos por el Concierto esta prodigalidad que les dispensó el Poder público, se alzaron en armas en Guipúzcoa y Vizcaya contra el Movimiento Nacional iniciado el 17 de julio último, correspondiendo así con la traición a aquella generosidad excepcional, sin que los constantes requerimientos realizados en nombre de España para hacerles desistir de su actitud, lograsen el efecto pretendido. No es, pues, admisible que subsista ese privilegio sin agravio, para las restantes regiones que, con entusiasmo y sacrificio sin límites, cooperaron desde un principio al triunfo del Ejército.

Posteriormente, el uso del término ha recogido diversas y contrarias intenciones, particularmente sarcásticas, sobre todo tanto desde la óptica del actual Gobierno, como de posturas propias de los republicanos, socialistas o del nacionalismo vasco.
Ya en 1968, el Gobierno se había disculpado implícitamente por los términos más ofensivos del Decreto-Ley de 1937 —señalando que algunas expresiones de dicho decreto «no se corresponden con el noble esfuerzo y laboriosidad que han caracterizado a dichas provincias dentro de la unidad nacional»—, sin variar en todo caso la parte dispositiva. Hubo que esperar, sin embargo, a la muerte del Dictador Franco para que el Decreto-Ley fuese expresa y totalmente derogado, lo que ocurrió en 1976, ya durante el último Gobierno de la Falange, de Adolfo Suárez, mediante el Real Decreto-Ley 20/1976, promulgado el 30 de octubre de dicho año. Aunque derogado el decreto-ley, el concierto económico no fue restablecido hasta después, como consecuencia de las disposiciones derogatorias de la Constitución de 1978 y del proceso autonómico que condujo a la constitución de la comunidad autónoma del País Vasco en 1979.